# Políptico Morgan
El Políptico Morgan es una obra del gótico catalán del siglo XIV atribuida inicialmente al taller de Ferrer Bassa y, posteriormente identificado como salido de la mano de su hijo Arnau Bassa en la segunda mitad del siglo XIV, si bien se estima que fue su padre, Ferrer Bassa, quien probablemente la diseñó y dibujó.
Recibe su nombre de la institución donde está expuesto, The Morgan Library & Museum, donde llegó después de su adquisición por John Pierpont Morgan en 1907. Antes había formado parte de la colección de Carlos V y de R. Langton Douglas desde 1904.

## Descripción
Se trata de un excelente ejemplo de estilo gótico de la pintura del Trecento. Está formado por cuatro paneles de igual tamaño, lo que lo sitúa en una políptico sin tabla central, un hecho poco habitual en la época. Los paneles son de perfil rectangular rematados por lunetas en la parte superior que representan, de izquierda a derecha, los instrumentos de la Pasión, el dolor de María, Cristo como Varón de dolores (uno de los primeros ejemplos de la pintura de la península ibérica), y el duelo de San Juan.
Las tres imágenes con María, Jesús y Juan forman un conjunto propio de los trípticos de diseño italiano contemporáneos. Por debajo de las lunetas, cada tabla se estructura en seis recuadros y tres pisos y dos calles, de un tamaño ligeramente más grandes los dos del piso inferior. Esta composición con diferentes tamaños en el piso inferior y en las lunetas denota que su origen no es italiano.
Desde un punto de vista de relato iconográfico, el retablo recoge en el piso superior las escenas de los Siete gozos de María: Anunciación, Natividad de Jesús, Adoración de los Reyes Magos, Resurrección de Jesús, Ascensión de Jesús, Pentecostés, Dormición de María. La escena de más a la derecha, la ocupa el Descenso de Jesús a los infiernos, para completar las ocho escenas que hay por piso.
El piso central está ocupado por el ciblo de la Pasión de Cristo: Prendimiento de Jesús, Juicio de Pilatos, Camino del Calvario, Crucifixión, Muerte de Jesús, Descendimiento y Entierro. Estas siete escenas se complementan con un Juicio Final con una Maiestas Domini acompañada de dos ángeles que sostienen los Instrumentos de la Pasión.